# Starczówek
Starczówek est une localité polonaise de la gmina de Ziębice, située dans le powiat de Ząbkowice Śląskie en voïvodie de Basse-Silésie.